# 上角谷川
上角谷川（うえつのだにがわ）は、徳島県名西郡神山町を流れる吉野川水系の河川である。

## 地理
名西郡神山町の水源から神山町内を経て吉野川の主要河川である鮎喰川に合流する。
下流部には神山温泉や道の駅温泉の里神山があり、神山温泉の対岸にある農村ふれあい公園にはふれあい橋が架かる。

## 名所
- 道の駅温泉の里神山
- 農村ふれあい公園
- 神山温泉